# 대런 플레처
대런 바 플레처(Darren Barr Fletcher, 1984년 2월 1일, 스코틀랜드 미들로디언 댈키스 ~ )는 스코틀랜드의 은퇴한 축구 선수로, 스코틀랜드 축구 국가대표팀의 주장이었다.
맨유의 유스 선수 출신으로 예전에는 데이비드 베컴이 레알 마드리드 CF로 이적하자 알렉스 퍼거슨 감독에게서 베컴은 떠났지만 우리에게는 플레처가 있다라는 말도 듣기는 했었다. 주로 중앙 미드필더로 출장해온 플레처는 들쭉날쭉한 경기력과 기대에 못 미치는 플레이로 많은 이들에게 비판을 받기도 했으나 2006-07 시즌 이후로 꾸준히 경기에도 투입되면서 성장을 거듭해 현재는 팀의 어엿한 준주전 멤버로 올라섰고, 기량이 날이 갈수록 늘어나고 있는 선수이다. 특히, 박지성과 더불어 팀 내에서 경기 중 가장 많은 움직임을 보이는 선수이기도 하다.
이에 퍼거슨 감독도 2008-09 시즌에는 그에게 초반부터 많은 출장 기회를 부여해 주었다. 팀의 미드필더진에 부상으로 큰 공백이 생기거나 약체 팀과의 경기에 주로 나왔었던 플레처였지만 이제 그는 맨체스터 유나이티드에는 없어서는 안 될 중요한 유틸리티 플레이어로 성장해 팬들의 많은 사랑을 받고 있다. 플레처는 마이클 캐릭, 폴 스콜스 등의 미드필더와 좋은 활약을 펼치고 있다. 2007-2008 시즌에는 아스날과의 FA컵 16강전에서는 2골을 터뜨리며 8강 진출을 견인했다. 2008-2009년에는 뉴캐슬 유나이티드 FC, 포츠머스 FC, 에버턴 FC를 상대로 연속골을 넣으며 총 리그 3골을 넣었고 2009-2010 시즌에는 맨체스터 시티 FC전에서 첫 멀티골을 뽑어냈다. 플레처는 임시로 수비수도 볼 수 있는 선수이며 웨스트 햄 유나이티드 FC, 풀럼 FC를 상대로는 풀백을 보기도 하였다. AC 밀란과의 챔피언스리그 16강 2차전에서는 개인 통산 첫 챔피언스리그 골을 맛보았고 리버풀 FC와의 라이벌전에서는 후반전에 나온 박지성의 결승을 어시스트 하였고 팀의 최고평점인 9점을 받았다.
루이스 판 할이 맨유 감독으로 선임한 이후, 팀의 부주장으로 선임되었다. 그러나 주전 경쟁에서 밀리면서 2015년 2월 겨울 이적시장에서 웨스트 햄 유나이티드로의 이적이 확정되는 것 같았지만 끝내 무산되었고 그 후 막판에 웨스트 브롬위치 알비온으로 이적이 확정되면서 13년 간 뛰었던 맨유를 떠났다. 계약기간은 3년 6개월이다.
스코틀랜드 축구 국가대표팀에서도 플레처는 중용을 받았으며, 팀에서의 활약을 바탕으로 대표팀 중원의 핵으로 떠오른 그는 어린 나이에 대표팀 주장을 맡게 되었다.
2019년 현역에서 은퇴하였고, 2020년 10월에 맨유 16세 이하 유소년팀 코치가 되었고, 2021년 1월 4일 맨유에서 공식 홈페이지를 통해 대런 플레처가 1군 코칭 스태프로 합류하게 됐음을 발표했다.
올레 군나르 솔샤르 감독은 플레처의 코치 합류에 대해 “대런은 맨유의 DNA가 있는 사람이며, 맨유 선수가 되기 위해 어떤 것을 가져야 하는 지 완벽히 이해하는 사람입니다. 또한 위닝 멘탈리티를 가지고 있습니다. 더불어 헌신과 열정까지 겸비한 플레처는 우리 코치진에 큰 보탬이 될 것입니다”라며 반기는 말을 덧붙였다.
그리고 3월 10일, 플레처는 맨유의 새로운 테크니컬 디렉터로 임명되었다.
2024년 4월 20일, 사우스햄튼에서 데려온 제이슨 윌콕스가 맨유의 새로운 테크니컬 디렉터로 합류하게 되면서 플레처는 팀에 남되 새로운 직책으로 리더십팀에서 1군과 아카데미를 연결하는 테크니컬 코치로서 계속 핵심적인 역할을 하게 되었다.

## 수상 경력

### 클럽
- 프리미어리그 (6) - 2002-03, 2006-07, 2007-08, 2008-09, 2010-11, 2012-13
- FA 컵 (1) - 2003-2004
- 풋볼 리그 컵 (3) - 2006, 2009, 2010
- UEFA 챔피언스리그 (1) - 2007-2008
- FA 커뮤니티 실드 (6) - 2003, 2007, 2008, 2010, 2011, 2013
- FIFA 클럽 월드컵 (1) - 2008